# Lepus castroviejoi
Lepus castroviejoi este o specie de mamifere din familia iepurilor, Leporidae. Este endemică în Spania. Uniunea Internațională pentru Conservarea Naturii a clasificat această specie ca fiind în stare vulnerabilă.

## Taxonomie
În anul 1998, Averianov a plasat specia Lepus castroviejoi în subgenul Eulagos. Există studii care arată faptul că nu se încrucișează cu Lepus europaeus și Lepus granatensis, dar Schneider și Leipoldt au sugerat în anul 1983 că ar fi aceleași specii pentru că nu au găsit diferențe la ADN-ul mitocondrial. De asemenea, alte studii arată că este strâns înrudită cu Lepus corsicanus, unele persoane considerându-le aceeași specie. Nu au fost descrise subspecii ale L. castroviejoi.

## Descriere
Lepus castroviejoi cântărește în medie aproximativ 2,7 kg. Textura și culoarea de un maro-roșcat bogat ale blănii sale seamănă cu cele ale speciei Lepus europaeus. În anul 1977, Palacios a spus că culoarea sa este mai galbenă-maronie decât cea a Lepus europaeus și Lepus granatensis.

## Răspândire și habitat
Lepus castroviejoi este endemică în Spania, fiind găsită în Munții Cantabrici, între Sierra de Ancares⁠(es)[traduceți] și Sierra de Peña Labra⁠(es)[traduceți]. Altitudinea la care se găsește este 1.300–1.900 m, dar pentru a evita zăpada, iarna se poate afla până la 1.000 m. Printre tipurile de habitat în care se află acești iepuri se numără landuri care conțin plante din genurile Calluna, Cytisus, Erica, Genista, Juniperus și Vaccinium, poieni din păduri de foioase mixte de fagi și stejari și zone care au fost arse. Nu se cunosc multe despre densitatea populației acestei specii.

## Comportament și ecologie
Se cunosc puține despre dieta speciei Lepus castroviejoi. Este probabil ca dieta sa în habitat comparabil și comportamentul său general să fie asemănătoare cu cele ale speciei Lepus europaeus.

## Stare de conservare
Arealul speciei Lepus castroviejoi este mic, dar cuprinde Parcul Natural Somiedo. Populația sa este fragmentată și este în scădere. Este amenințată de schimbarea habitatului, otrăvire și de vânarea sa de către oameni și carnivore care sunt originare zonei. Pare că șeptelul a îmbunătățit prin păscut habitatul potrivit pentru acești iepuri. Uniunea Internațională pentru Conservarea Naturii a clasificat această specie ca fiind în stare vulnerabilă.